# Doliosauriscus
A Doliosauriscus az emlősszerűek (Synapsida) osztályának Therapsida rendjébe, ezen belül az Anteosauridae vagy a Brithopodidae családjába tartozó nem.

## Tudnivalók
A Doliosauriscus egy fosszilis Dinocephalia, amely a mai Oroszország területén élt a középső perm korszakban. A Doliosauriscus ragadozó életmódot folytatott. Az állat testhossza körülbelül 400 centiméter volt.

## Rendszerezés
A nembe eddig 2 faj tartozik:
- Doliosauriscus yanshinovi (Orlov, 1958) Kuhn, 1961 - koponyahossza: 53 centiméter
- Doliosauriscus adamanteus (Orlov, 1958) - koponyahossza: 50-55 centiméter

## Források

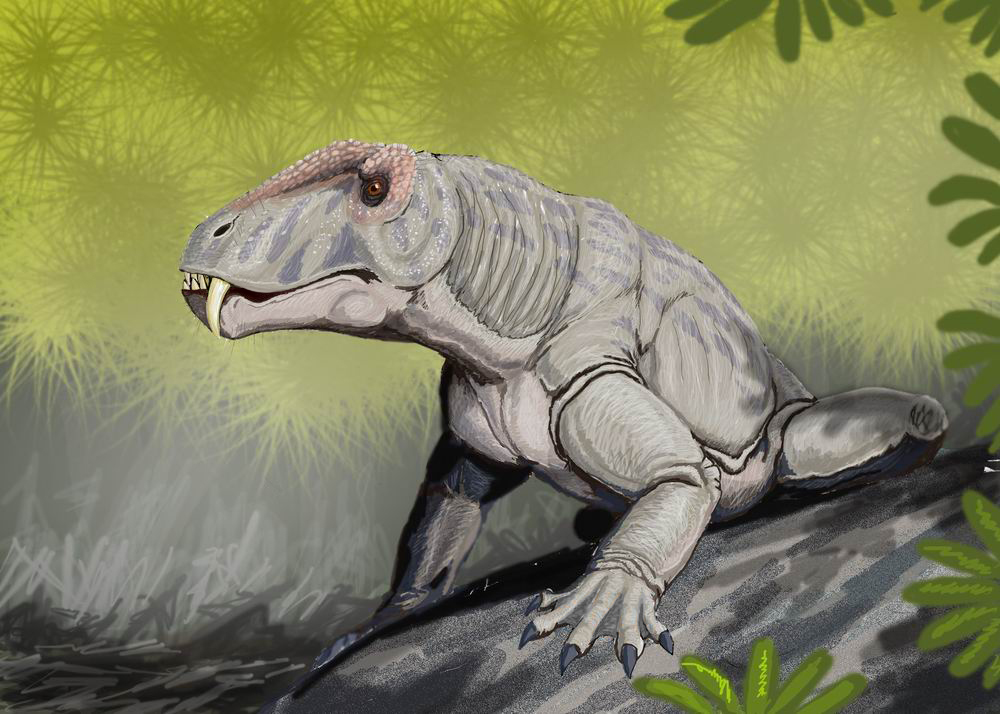
Doliosauriscus yanshinovi rekonstrukciója

### Fordítás
- Ez a szócikk részben vagy egészben  a   Doliosauriscus című angol Wikipédia-szócikk ezen változatának fordításán alapul.  Az eredeti cikk szerkesztőit annak laptörténete sorolja fel. Ez a jelzés csupán a megfogalmazás eredetét és a szerzői jogokat jelzi, nem szolgál a cikkben szereplő információk forrásmegjelöléseként.